# یواس‌اس ولیانت (پی‌وای‌سی-۵۱)
یواس‌اس ولیانت (پی‌وای‌سی-۵۱) (به انگلیسی: USS Valiant (PYc-51)) یک کشتی بود که طول آن ۱۵۰ فوت ۰ اینچ (۴۵٫۷۲ متر) بود. این کشتی در سال ۱۹۲۹ ساخته شد.